# Petrus (Konsul 516)
Flavius Petrus war ein spätantiker römischer Politiker zur Zeit des Ostgotenreichs des 6. Jahrhunderts.
Er stammte aus einer angesehenen Familie (parentum luce conspicuus; „durch die Herkunft seiner Eltern ausgezeichnet“). Wahrscheinlich hatte er kürzlich ein Amt erhalten, als Ennodius ihm 506 einen Glückwunschbrief schrieb („Nachdem die gerechte Entscheidung des Herrschers deine bewährten Tugenden mit einem Amt als Lohn für deine Verdienste ausgezeichnet hat.“). Das Amt war vermutlich unterhalb des Ranges eines Illustris. In den Jahren 510/511 bat König Theoderich den Stadtpräfekten von Rom, Argolicus, Petrus in den Senat aufzunehmen, und beschrieb ihn als „bereits durch seine eigene Würde ein Senator.“ Da die Mitgliedschaft im Senat zu diesem Zeitpunkt auf Inlustres beschränkt war, muss Petrus diesen Rang kurz zuvor erlangt haben; er wird entweder ein Amt mit dem Rang eines Illustris erhalten oder einen Ehrentitel verliehen bekommen haben, der den Rang eines Illustris verlieh.
Im Jahr 516 war Petrus alleiniger Konsul (consul sine collega).